# Anthony Gavard
Anthony Gavard est un acteur, scénariste, réalisateur français, né le 26 décembre 1976 à Nantes (Loire-Atlantique).
Diplômé du Cours Florent en 2001, il commence sa carrière dans les cafés-théâtres, où il joue des sketchs qu'il écrit et met en scène.
Escrimeur de spectacle (ou escrime artistique), il remporte différents championnats en France et à l'étranger, avant d’intégrer le Puy du Fou, en 2007.
En 2013, il s'installe en Chine, où il participe à de nombreuses télé-séries et films internationaux, avant de se lancer dans la réalisation de son premier long-métrage Le Laowaï (2023).

## Biographie
Anthony Gavard est né le 26 décembre 1976. Il suit une formation de Pâtissier-chocolatier dont il sort 2e meilleur apprenti de Loire Atlantique en 1995. En 1996, alors qu'il est à Redon pour passer son Brevet des Métiers Pâtissiers, il intègre une troupe de théâtre, et devient le rédacteur en chef d'un petit journal local, pour lequel il fournit également des nouvelles fantastique. Il publiera d'ailleurs plusieurs d'entre elles dans un recueil intitulé Nouvelles d'Ici et d'ailleurs, avec l'éditeur Books on Demand en 2009.
Il est ensuite appelé à Paris, pour son service militaire. En 1998, il s'inscrit au Cours Florent, d'où il sortira diplômé en 2001. Il écrit et joue une série de sketchs pour les cafés-théâtres, tel que le Point-Virgule, les Blancs-Manteaux, le Triomphe, et les réunit pour son premier spectacle Pourquoi Faire Simple, parrainé par Pascal Légitimus pour le Festival de théâtre de Rueil-Malmaison.  En 2002, Il participe à la création de la dernière pièce de Fernando Arrabal Le fou rire des Liliputiens, pour le festival d'Avignon, en présence de l'auteur. En 2004, Il obtient le rôle principal dans le drame historique La Fureur des princes, de Hervé Bastien, où il campe Henri III. La même année, il joue dans une comédie mise en scène par Bernard Menez La Chouette. En 2005, il campe Alexis de Tocqueville, dans la pièce Tocqueville ou l'éloge de l'esprit critique qui se jouera même dans le château des descendants de ce dernier.
Parallèlement, il se met à l'escrime artistique, et gagne en duo deux premières places aux championnats de l'Ilsle Adam (Grand siècle et Médiéval), ainsi que la première place au Championnat Régional de la ville de Mée, en France. En 2005, il remporte avec son partenaire la première place du Championnat International de Combat Scénique Stage Warriors II, à Osterburken en Allemagne. À la suite du championnat, il est invité en Italie pour participé à un grand spectacle au château Brancaleoni, mis en scène par Tony Wolf, le Fight Designer de la trilogie Le Seigneur des Anneaux,. Il remporte également la première place au Championnat Enzo Muzumuchi Greco à Piobbico. À la suite de cela, il intègre l'équipe de cascadeurs-escrimeurs du spectacle Mousquetaire de Richelieu, au Puy du Fou, sous la direction de Michel Carliez.
En 2009, il croise la route de Christian Clavier en jouant le rôle d'un tailleur pour l'adaptation télévisée du Bourgeois Gentilhomme.
En 2013, il emménage en Chine, à Shanghai, avec sa famille, et commence à jouer dans des publicités, et télé-séries où il se fait remarquer. Il déménage ensuite pour Pékin, et apprend le chinois à Beijing Yuyan Daxue. Il obtient ensuite ses premiers grands rôles dans des télé-séries comme Red Star Over China, Fengzicai, Peace Hotel, Great Expectations, tout en ayant des rôles pour le cinéma qui lui feront croiser la route de Jackie Chan dans Kung Fu Yoga et Bleeding Steel, Mike Tyson dans China Salesman, et Arnold Schwarzenegger dans La légende du Dragon.
Il remporte le prix du meilleur Acteur pour son rôle dans Last Supper au Shanghai International Short Film Contest en 2016. En 2017, il obtient son premier rôle principal dans un long-métrage, en incarnant l'irascible Captain Africa dans le premier film chinois entièrement tourné au Zimbabwe, When africa Meets You, réalisé par Yan Cui. Il enchaine ensuite avec le rôle de Nick dans le film de Science-fiction The Herald, primé dans de nombreux festivals.
Il fait un retour en France, avec le rôle de Nicolas dans Happy Night du réalisateur primé Mustafa Ozgun, ainsi qu'au théâtre, en endossant le rôle du docteur Moulineaux, dans la pièce de Georges Feydeau Tailleur pour Dames, à la Comédie Saint-Michel, en 2019.
Ayant réalisé plusieurs courts métrages, il passe au long-métrage en 2018, en écrivant et réalisant Le Laowaï, une comédie familiale rassemblant ses deux cultures française et chinoise. Le film est projeté lors du 15e Festival du Cinéma Chinois de Paris, en 2023. En 2024, année fêtant l'anniversaire des 60 ans des relations franco-chinoises, une série d'avant-premières en présence du réalisateur sont organisées dans sa région natale pour présenter le film.

## Filmographie

### Cinéma

#### Longs métrages
- 2011 : La Conquête de Xavier Durringer
- 2015 : The Treasure de Gordon Chan : Pirate
- 2015 : The Iron Monkey de Michael Cong : Ambassadeur Anderson
- 2016 : Lord of Shanghai de Sherwood Hu : Professeur de Jazz
- 2017 : China salesman de Tan Bing : Officier de l'ONU
- 2018 : Bleeding Steel de Leo Zhang : Scientifique du laboratoire secret
- 2018 : When Africa Meets You de Yan Cui : Captain Africa
- 2019 : La Légende du dragon de Olef Stepchenko : Prisonnier de la Tour de Londres
- 2021 : Happy Night de Mustafa Ozgun : Nicolas
- 2023 : The Herald de Lei Cui : Nick
- 2023 : Le Laowaï de Anthony Gavard : Anthony Perrin

#### Courts métrages
- 2004 : Acharnés de Régis Mardon
- 2006 : Carré d'As de Ludovic Blécon
- 2007 : Granit de Charles-Hubert Morin
- 2007 : Waltzes de Youenn Denis
- 2010 : La Mogette Masquée de Anthony Gavard
- 2015 : The Ringing de Zhe Chen
- 2016 : Last supper de Franz Rügamer
- 2017 : Copyright de Anthony Gavard
- 2017 : An Unexpected Deal de Anthony Gavard
- 2021 : Les funérailles d'Albert Rose de Florian Sanchez

## Télévision
- 2014 : Legend Of The Last Emperor de Xiangwei Wang : Procureur Général
- 2014 : 1931 Love Story de Yuan De : Victor
- 2015 : Destined to love you de Hin Sing Tang : John
- 2015 : Graduation Song de Dun Cao : Docteur Fakensitan
- 2015 : Legend of The Silk Road de Wenjie Wang : Tom
- 2016 : Les interprètes de Wang Ying : Docteur Bertrand
- 2016 : The Postman de Bai Yang : Father Krueger
- 2016 : YingxiongBuLiulei (chinois 英雄不流泪) de Jinghui Shao : Docteur Richard
- 2017 : The song de He Dongxing : Ambassadeur de France, Pierre Duvalon
- 2017 : Red Star Over China de Yun Fei Zang : Rewi Alley
- 2017 : Shanghai Dawn de Xing Qi : Commissaire principal Laofei
- 2018 : Peace Hotel de Li Jun : Bernard (Neierna)
- 2018 : Great Expectations de Ze Xie : Ambassadeur Charles Renoir
- 2018 : Speed de Gan Lu : Bruke
- 2018 : All Out of Love de Liu Chun Chieh : Andrew
- 2019 : The Flames of Kangda de Shunan Cai : Edgar Snow
- 2024 : Fengzicai de Hei Ding : Docteur Henri

## Théâtre

### Comédien
- 2001 : L'avare in Hollywood de Molière, adaptation et mise en scène Claude Cortesi, Le Bourvil
- 2002 : Le fou rire des Liliputiens de Fernando Arrabal, mise en scène de Alain Igonet, Le funambule Avignon
- 2003 : Pourquoi faire simple de Anthony Gavard, mise en scène de Stéphane et Christophe Botti, le Théo-théâtre
- 2004 : Reportages de Bruno Charrier, mise en scène collective, Cyberact théâtre
- 2004 : La Chouette de Patrick Zonens, mise en scène de Bernard Menez, le Théo-théâtre
- 2004 : La fureur des princes de Hervé Bastien, mise en scène Hervé Bastien, Théâtre de l'Athénée
- 2005 : Tocqueville ou l'éloge de l'esprit critique de Alexis de Tocqueville et Isabelle Eon, mise en scène Isabelle Eon
- 2007 : Hot House de Harold Pinter, mise en scène Alexandre Filleteau, Le Funambule Montmartre
- 2007 : Mousquetaire de Richelieu de Laurent De Villiers, mise en scène Michel Carliez, Puy du Fou
- 2013 : Qiu Shuwei Song and Poems Recital Shanghai Concert Hall
- 2014 : Rosemary's Baby de David Johansson, The Pearl (Shanghai)
- 2019 : Tailleur pour dames de Feydeau, mise en scène Amélie Dhée, Comédie Saint-Michel

## Prix et récompenses
- Double première place catégories Grand-siècle et Médiéval, aux Duels Adamois, championnat d'escrime artistique de l'Isle Adam, 2005[7].
- Première place au Championnat Régional d'escrime artistique de la ville de Mée (France), 2005.
- Première place au Championnat International de combat scènique Stage Warriors II, à Osterburken (Allemagne), 2005.
- Première place au Championnat International d'escrime de spectacle  Enzo Muzumuchi Greco, à Piobbico (Italie), 2006.
- Gold certification : British Academy of Dramatic Combat, 2006.
- Prix du Meilleur Acteur : Last Supper  de Franz Rügamer, Shanghai Interntational Short Film Contest 2016[16].